# 格杰伯蒂县
格杰伯蒂县（Gajapati district）是印度奧里薩邦的一個縣，位於該國東部，面積3,850平方公里，每年平均降雨量1,403毫米，識字率為54.29%，2011年人口575,880，人口密度每平方公里150人。

## 外部連結
- 官方网站
- （页面存档备份，存于） List of places in Gajapati